# Nekrolog 2. Quartal 1971
Nekrolog
◄◄
| ◄
| 1967
| 1968
| 1969
| 1970
| 1971 | 1972 | 1973 | 1974 | 1975 | ► | ►►
1. Quartal |
2. Quartal |
3. Quartal |
4. Quartal 1971
Weitere Ereignisse | Allgemeiner Nekrolog 1971
Die Beschreibung der verstorbenen Person sollte so kurz wie möglich gehalten sein und nur deren signifikante Tätigkeit(en) enthalten.
Neue Namen ggf. auch unter dem Geburts- und Sterbedatum, also etwa unter 1. Januar und im Geburts- und Sterbejahr (2024) eintragen (nur bei entsprechender großer Wichtigkeit). Für Beispiele siehe die schon vorhandenen Artikel.
Außerdem über die fünf zuletzt Verstorbenen, zu denen es einen ausreichend guten Artikel für eine Präsentation auf der Hauptseite gibt, nach der todesbedingten Überarbeitung der Artikel ggf. auch unter Wikipedia Diskussion:Hauptseite informieren und sie am besten auch in den anderen Wikipedia-Sprachversionen eintragen. Tipp: Regelmäßig bei news.google.de nach „ist tot“, „gestorben“ oder „verstorben“ suchen.
Wenn eine Person gestorben ist, gibt es viele Seiten zu dieser Person in der Wikipedia, die davon auch betroffen sind und entsprechend aktualisiert werden müssen. Beispiele: Namenübersichtsseite, Geburtsjahr, Geburtsort-Seiten und viele mehr.
Wie finde ich die betroffenen Seiten?
Im Suchfeld auf der linken Seite gibt man den Suchbegriff so ein: „Vorname Nachname“. Dann klickt man auf Volltext und alle Seiten mit entsprechendem Suchtext werden aufgerufen. Hier sieht man dann schnell, wo auch das Todesjahr Sinn macht oder sogar ein Teil des Artikels angepasst werden muss. Auch hilft das „Werkzeug“ auf der linken Seite sehr gut, um solche Seiten aufzufinden: „Links auf diese Seite“. Somit ist die Wikipedia wieder aktuell in allen Bereichen! Hinweis: bei Eintragung der Kategorie „Gestorben JAHR“ wird der Missbrauchsfilter 49 ausgelöst, was jedoch nicht schlimm ist. Siehe: Spezial:Missbrauchsfilter/49
Dies ist eine Liste von im zweiten Quartal 1971 verstorbenen bekannten Persönlichkeiten. Die Einträge erfolgen innerhalb der einzelnen Daten alphabetisch sortiert. Tiere sind im Nekrolog für Tiere zu finden.

## April
| Tag       | Name                                             | Beruf, bekannt als                                                                                   | Alter | Beleg |
| --------- | ------------------------------------------------ | --- | ----- | ----- |
| 1. April  | Orestes Caviglia                                 | argentinischer Schauspieler und Regisseur                                                            | 77    |       |
| 1. April  | Rudolf Hopta                                     | deutscher Maler                                                                                      | 68    |       |
| 1. April  | Kathleen Lonsdale                                | irische Physikerin, Kristallografin                                                                  | 68    |       |
| 1. April  | Baby Face Willette                               | US-amerikanischer Jazzmusiker                                                                        | 37    |       |
| 2. April  | Erich Fliegner                                   | deutscher Chorleiter und Gesangvereinsfunktionär                                                     | 80    |       |
| 2. April  | Paul Geisler                                     | deutscher Politiker (KPD, SED), MdR, MdV                                                             | 75    |       |
| 2. April  | Peter Francis Hammond                            | US-amerikanischer Politiker                                                                          | 83    |       |
| 2. April  | Adolf Höper                                      | deutscher Kürschnermeister, Unternehmer und Mitglied des Provinziallandtages Hannover                | 76    |       |
| 2. April  | András Hóry                                      | ungarischer Diplomat                                                                                 | 88    |       |
| 2. April  | Wladimir Fjodorowitsch Krinski                   | sowjetischer Architekt                                                                               | 80    |       |
| 2. April  | Willy Lages                                      | deutscher Kriegsverbrecher                                                                           | 69    |       |
| 2. April  | Rudolf Maeglin                                   | Schweizer Maler, Zeichner und Holzschneider                                                          | 77    |       |
| 3. April  | Martin Baltzer                                   | deutscher Marineoffizier, zuletzt Vizeadmiral im Zweiten Weltkrieg                                   | 72    |       |
| 3. April  | Erich Boehringer                                 | deutscher Klassischer Archäologe                                                                     | 73    |       |
| 3. April  | Clara Codd                                       | englisch-britische Theosophin, Autorin und Suffragette                                               | 94    |       |
| 3. April  | Gertrud Kappel                                   | deutsche Opernsängerin (Sopran)                                                                      | 86    |       |
| 3. April  | Manfred B. Lee                                   | US-amerikanischer Krimi-Schriftsteller                                                               | 66    |       |
| 3. April  | Anthony Ludovici                                 | englischer Philosoph, Soziologe und Gesellschaftskritiker                                            | 89    |       |
| 3. April  | Jacques Ochs                                     | belgischer Karikaturist und Olympiasieger                                                            | 88    |       |
| 3. April  | Werner Schnakenbeck                              | deutscher Zoologe und Ichthyologe                                                                    | 83    |       |
| 3. April  | Joe Valachi                                      | US-amerikanischer Mafioso                                                                            | 66    |       |
| 4. April  | Schlomo Jisra’el Ben Me’ir                       | israelischer Rechtsanwalt, Rabbiner und Politiker                                                    | 60    |       |
| 4. April  | Angelo Bergamonti                                | italienischer Motorradrennfahrer                                                                     | 32    |       |
| 4. April  | Prudencio Esaá                                   | venezolanischer Komponist, Musikpädagoge und Pianist                                                 | 78    |       |
| 4. April  | Rudolf Giendl                                    | österreichischer Architekt und Hochschullehrer                                                       | 77    |       |
| 4. April  | Kurt Habenicht                                   | deutscher Jurist und Geologe                                                                         | 90    |       |
| 4. April  | Frank Loomis                                     | US-amerikanischer Leichtathlet                                                                       | 74    |       |
| 4. April  | Maria von Ostfelden                              | Schauspielerin und Theaterleiterin                                                                   | 74    |       |
| 4. April  | Fritz Skade                                      | deutscher Maler und Grafiker                                                                         | 72    |       |
| 5. April  | Earl Carruthers                                  | US-amerikanischer Jazzsaxophonist                                                                    | 60    |       |
| 5. April  | Sue Costin                                       | australische Schauspielerin und Schwimmerin                                                          |       |       |
| 5. April  | José Cubiles                                     | spanischer Pianist und Musikpädagoge                                                                 | 76    |       |
| 5. April  | Lely Kempin                                      | deutsche Künstlerin, Grafikerin und Schriftstellerin                                                 | 92    |       |
| 5. April  | Elisabeth Luz                                    | Schweizer Fürsorgerin                                                                                | 82    |       |
| 5. April  | Manuel Sucher                                    | argentinischer Tangopianist und -komponist                                                           | 58    |       |
| 5. April  | Oskar Trenkwitz                                  | österreichischer Politiker (fraktionslos), Mitglied des Bundesrates                                  | 91    |       |
| 6. April  | Josef Braun                                      | deutscher Politiker (CSU), MdL                                                                       | 79    |       |
| 6. April  | Gustav-Adolf Gedat                               | deutscher Politiker (CDU), MdB                                                                       | 68    |       |
| 6. April  | Egon Keining                                     | deutscher Dermatologe und Hochschullehrer                                                            | 78    |       |
| 6. April  | Artur von Machui                                 | deutscher Agrarexperte und Publizist                                                                 | 66    |       |
| 6. April  | Salvatore Mannironi                              | italienischer Politiker, Mitglied der Camera dei deputati und des Senato della Repubblica            | 69    |       |
| 6. April  | Hans Meyer                                       | deutscher Pfarrer                                                                                    | 60    |       |
| 6. April  | Margaret Newton                                  | kanadische Botanikerin                                                                               | 83    |       |
| 6. April  | Gabriele Proft                                   | österreichische Politikerin (SPÖ), Landtagsabgeordnete, Abgeordnete zum Nationalrat                  | 92    |       |
| 6. April  | Erich Röth                                       | deutscher Verleger                                                                                   | 75    |       |
| 6. April  | Igor Strawinsky                                  | russisch-französisch-US-amerikanischer Komponist                                                     | 88    |       |
| 7. April  | Norbert Aresin                                   | deutscher Mediziner                                                                                  | 59    |       |
| 7. April  | Carl Jöken                                       | deutscher Opernsänger (Tenor)                                                                        | 77    |       |
| 7. April  | Josina Machel                                    | mosambikanische Feministin und Widerstandskämpferin                                                  | 25    |       |
| 8. April  | Norman Bentwich                                  | zionistischer Jurist                                                                                 | 88    |       |
| 8. April  | Mario Cingolani                                  | italienischer Politiker (DC)                                                                         | 87    |       |
| 8. April  | Humfrey Gale                                     | britischer Generalleutnant                                                                           | 80    |       |
| 8. April  | Eugen Ferdinand Hoffmann                         | deutscher Schriftsteller                                                                             | 85    |       |
| 8. April  | Walter Robert Lach                               | österreichischer Kameramann                                                                          | 69    |       |
| 8. April  | Armand Massard                                   | französischer Degenfechter und Olympiasieger                                                         | 86    |       |
| 8. April  | Richard Nacken                                   | deutscher Mineraloge und Hochschullehrer                                                             | 86    |       |
| 8. April  | Fritz von Opel                                   | Industrieller, Raketenpionier, Motorsportler                                                         | 71    |       |
| 8. April  | Charles Pahud de Mortanges                       | niederländischer Vielseitigkeitsreiter                                                               | 74    |       |
| 8. April  | Martin Reißmann                                  | deutscher Fußballspieler                                                                             | 70    |       |
| 9. April  | Robert B. Chiperfield                            | US-amerikanischer Politiker                                                                          | 71    |       |
| 9. April  | August Holler                                    | deutscher Journalist, Autor und Heimatforscher                                                       | 87    |       |
| 9. April  | Manzie Johnson                                   | US-amerikanischer Jazz-Schlagzeuger                                                                  | 64    |       |
| 9. April  | Erich Mix                                        | deutscher Politiker (NSDAP, FDP), MdL                                                                | 72    |       |
| 9. April  | Luigi Piotti                                     | italienischer Automobilrennfahrer                                                                    | 57    |       |
| 9. April  | Adolphe Rome                                     | belgischer Klassischer Philologe und Wissenschaftshistoriker                                         | 81    |       |
| 9. April  | Henry Stolow                                     | lettischer Briefmarkenhändler in Berlin, New York und München                                        | 69    |       |
| 10. April | Erwin Bockelmann                                 | deutscher Mineralölindustrieller                                                                     | 68    |       |
| 10. April | Marga Ann Deighton                               | US-amerikanische Schauspielerin                                                                      | 80    |       |
| 10. April | Heinz Doering                                    | deutscher Jurist und Landrat                                                                         | 76    |       |
| 10. April | Wilhelm Franz                                    | deutscher Elektroingenieur und Unternehmer                                                           | 57    |       |
| 10. April | Hans Emil Hirschfeld                             | deutscher Journalist und Politiker (SPD), MdA                                                        | 76    |       |
| 10. April | Ñico Lora                                        | dominikanischer Musiker und Komponist                                                                |       |       |
| 10. April | Mentona Moser                                    | Schweizer Schriftstellerin und Kommunistin, Funktionärin und Mäzenin der Internationalen Roten Hilfe | 96    |       |
| 10. April | Erich Wächter                                    | deutscher Politiker (CDU), MdV                                                                       | 62    |       |
| 11. April | Amado Azar                                       | argentinischer Boxer                                                                                 | 57    |       |
| 11. April | André Billy                                      | französischer Autor, Journalist, Romanist und Biograf                                                | 88    |       |
| 11. April | Zbigniew Drzewiecki                              | polnischer Pianist und Musikpädagoge                                                                 | 81    |       |
| 11. April | Heinrich Grimm                                   | deutscher Politiker (SPD), MdBB                                                                      | 59    |       |
| 11. April | Marcel Gromaire                                  | französischer Maler und Graphiker                                                                    | 78    |       |
| 11. April | Michael Rosenauer                                | österreichischer Architekt                                                                           | 86    |       |
| 11. April | Kurt Thoma                                       | deutscher Kapitän zur See der Kriegsmarine und Bundesmarine                                          | 69    |       |
| 11. April | Josef Ulrich                                     | deutscher Verwaltungsjurist und Regierungspräsident der Oberpfalz und von Niederbayern               | 76    |       |
| 11. April | Arnold Wulff                                     | deutscher Politiker (SPD), MdL                                                                       | 73    |       |
| 12. April | Jakob Dörr                                       | deutscher Politiker (CDU)                                                                            | 87    |       |
| 12. April | Ernst Fromm                                      | preußischer Landrat und Regierungspräsident                                                          | 90    |       |
| 12. April | Ruth Glowa-Burkhardt                             | deutsche Opernsängerin (Sopran)                                                                      | 52    |       |
| 12. April | Wynton Kelly                                     | US-amerikanischer Jazzpianist                                                                        | 39    |       |
| 12. April | Wolfgang Krull                                   | deutscher Mathematiker                                                                               | 71    |       |
| 12. April | Jakob Schaefer                                   | deutscher Politiker der KPD, Landtagsabgeordneter im Volksstaat Hessen                               | 80    |       |
| 12. April | Igor Jewgenjewitsch Tamm                         | russischer Physiker und Nobelpreisträger                                                             | 75    |       |
| 12. April | Helmut Wolff                                     | rumäniendeutscher Zahnarzt und Politiker                                                             | 73    |       |
| 12. April | Milly Zirker                                     | deutsche Journalistin                                                                                | 83    |       |
| 13. April | Michel Brière                                    | kanadischer Eishockeyspieler                                                                         | 21    |       |
| 13. April | Robert B. Corey                                  | US-amerikanischer Chemiker                                                                           | 73    |       |
| 13. April | Gustav Kapsreiter                                | österreichischer Industrieller, Kunstförderer und Politiker (ÖVP), Abgeordneter zum Nationalrat      | 77    |       |
| 13. April | Eino Saari                                       | finnischer Forstwissenschaftler und Politiker                                                        | 76    |       |
| 13. April | Juhan Smuul                                      | estnischer Schriftsteller und Lyriker                                                                | 49    |       |
| 14. April | Reine Colaço Osorio-Swaab                        | niederländische Komponistin                                                                          | 90    |       |
| 14. April | Knud Jessen                                      | dänischer Botaniker und Quartärgeologe                                                               | 86    |       |
| 14. April | George Holroyd Mills                             | britischer Air Chief Marshal der RAF                                                                 | 69    |       |
| 14. April | Lois Pregartbauer                                | österreichischer Maler und Grafiker                                                                  | 71    |       |
| 14. April | Moritz Wolf                                      | deutscher Architekt, Stadtplaner und Baubeamter                                                      | 84    |       |
| 15. April | Paul Barandon                                    | deutscher Jurist und Diplomat                                                                        | 89    |       |
| 15. April | Emerson Beauchamp                                | US-amerikanischer Politiker                                                                          | 71    |       |
| 15. April | Hans Brandes                                     | deutscher Waffenhändler der Gehlengruppe                                                             |       |       |
| 15. April | Alexei Brodowitsch                               | US-amerikanischer Grafikdesigner russischer Herkunft                                                 |       |       |
| 15. April | Fritz Lubrich                                    | deutscher Organist und Komponist                                                                     | 83    |       |
| 15. April | Otto Tenne                                       | deutscher Komponist, Chorleiter und Schriftsteller                                                   | 67    |       |
| 15. April | Friedebert Tuglas                                | estnischer Schriftsteller, Kritiker, Übersetzer und Literaturwissenschaftler                         | 85    |       |
| 15. April | Jakob Weitz                                      | deutscher Maler                                                                                      | 82    |       |
| 15. April | Ralph Wheelwright                                | US-amerikanischer Drehbuchautor                                                                      | 72    |       |
| 16. April | Albin Dostal                                     | österreichischer Politiker (SPÖ), Landtagsabgeordneter im Burgenland                                 | 74    |       |
| 16. April | Theodor Kerschner                                | österreichischer Zoologe und Museumsleiter                                                           | 85    |       |
| 16. April | Rudolf Klein                                     | deutscher Verwaltungsjurist, Landrat und Regierungsvizepräsident                                     | 85    |       |
| 16. April | Ralph Hale Mottram                               | britischer Schriftsteller                                                                            | 87    |       |
| 16. April | Franciszek Waniołka                              | polnischer Politiker (PZPR), Vize-Ministerpräsident                                                  | 58    |       |
| 16. April | Henri Zeller                                     | französischer General                                                                                | 75    |       |
| 17. April | Wolf Bloem                                       | deutscher Landschaftsmaler, Aquarellist und Grafiker                                                 | 74    |       |
| 17. April | William Corbett                                  | US-amerikanischer Politiker                                                                          | 69    |       |
| 17. April | Marie Hartung                                    | deutsche Politikerin (USPD, SPD, SED), MdPl                                                          | 87    |       |
| 17. April | Carmen Lombardo                                  | kanadischer Komponist und Saxophonist                                                                | 67    |       |
| 17. April | Pierre Luboshutz                                 | russischer Pianist und Musikpädagoge                                                                 | 79    |       |
| 17. April | Kurt Schütze                                     | deutscher Maler                                                                                      | 69    |       |
| 18. April | Alfred Hein                                      | deutscher Politiker (GB/BHE, GDP, CDU), MdL, MdB                                                     | 56    |       |
| 18. April | Ōki Masao                                        | japanischer Komponist                                                                                | 69    |       |
| 18. April | Pablo Tobar Gonzáles                             | spanischer Ordensgeistlicher                                                                         | 75    |       |
| 19. April | Louis Brock                                      | US-amerikanischer Filmproduzent, Filmregisseur und Drehbuchautor                                     | 78    |       |
| 19. April | Leopold Damian                                   | deutscher Politiker (NSDAP), MdR und SA-Führer                                                       | 76    |       |
| 19. April | Gioacchino Guaragna                              | italienischer Florettfechter                                                                         | 62    |       |
| 19. April | Gerhard Meyer                                    | deutscher Unternehmer, Kaufmann und Erfinder                                                         | 61    |       |
| 19. April | Earl Thomson                                     | kanadischer Leichtathlet                                                                             | 76    |       |
| 20. April | Semjon Leontjewitsch Goldschtab                  | sowjetischer Theater- und Filmschauspieler                                                           | 64    |       |
| 20. April | Alberto Magnelli                                 | italienischer Maler                                                                                  | 82    |       |
| 20. April | Charles Noguès                                   | französischer Général d’armée                                                                        | 94    |       |
| 20. April | Cecil Parker                                     | britischer Schauspieler                                                                              | 73    |       |
| 20. April | Kurt Schreiber                                   | deutscher SS-Hauptscharführer und Kommandoführer                                                     | 60    |       |
| 20. April | Karl Willy Straub                                | deutscher Schriftsteller                                                                             | 91    |       |
| 20. April | Uchida Hyakken                                   | japanischer Schriftsteller                                                                           | 81    |       |
| 21. April | François Duvalier                                | haitianischer Politiker und Diktator                                                                 |       |       |
| 21. April | Rudolf Loh                                       | deutscher Unternehmer                                                                                | 57    |       |
| 21. April | Edmund Lowe                                      | US-amerikanischer Schauspieler                                                                       | 81    |       |
| 21. April | Philipp Roth                                     | deutscher Politiker (KPD), MdL Preußen, Widerstandskämpfer                                           | 71    |       |
| 21. April | Manuel de Jesús Serrano Abad                     | ecuadorianischer Geistlicher, Erzbischof von Cuenca                                                  | 72    |       |
| 22. April | Anna von Montenegro                              | Mitglied aus dem Haus Petrović-Njegoš                                                                | 96    |       |
| 22. April | Otto Hormel                                      | deutscher Marineoffizier, zuletzt im Dienstgrad eines Admirals der Kriegsmarine                      | 84    |       |
| 22. April | Charles Portal, 1. Viscount Portal of Hungerford | britischer Luftwaffenbefehlshaber                                                                    | 77    |       |
| 23. April | Dolores Cacuango                                 | ecuadorianische Aktivistin                                                                           | 89    |       |
| 23. April | Cyril Falls                                      | britischer Militärhistoriker                                                                         | 83    |       |
| 23. April | John F. Lindley                                  | US-amerikanischer Politiker                                                                          | 52    |       |
| 23. April | Wilhelm Loibner                                  | österreichischer Dirigent                                                                            | 62    |       |
| 23. April | August Pfänder                                   | deutscher Kommunalpolitiker                                                                          | 79    |       |
| 23. April | Friedrich Heinz Schmidt                          | deutscher Volkskundler und Heimatforscher                                                            | 68    |       |
| 23. April | Franz-Peter Weixler                              | deutscher Fotograf und Kriegsberichterstatter                                                        | 71    |       |
| 23. April | Dempsey Wilson                                   | US-amerikanischer Rennfahrer                                                                         | 44    |       |
| 24. April | Peter Empen                                      | deutscher Politiker (SPD), MdL                                                                       | 51    |       |
| 24. April | Lennie Hayton                                    | US-amerikanischer Pianist und Arrangeur des Swing sowie Filmkomponist                                | 63    |       |
| 24. April | Hermann Wanderscheck                             | nationalsozialistischer Redakteur und Autor, bundesdeutscher Theaterkritiker                         | 63    |       |
| 25. April | Carl-Gottlieb Bennholdt-Thomsen                  | deutscher Pädiater und Hochschullehrer                                                               | 68    |       |
| 25. April | Karl Blessing                                    | Präsident der Deutschen Bundesbank                                                                   | 71    |       |
| 25. April | Jan Hendrik de Boer                              | niederländischer Physiker und Chemiker                                                               | 72    |       |
| 25. April | Robert J. Corbett                                | US-amerikanischer Politiker                                                                          | 65    |       |
| 25. April | Max Drischner                                    | deutscher Komponist, Kantor, Organist und Cembalist                                                  | 80    |       |
| 25. April | Kurt Ehrhardt                                    | deutscher Theater- und Filmschauspieler, Regisseur und Intendant                                     | 71    |       |
| 25. April | Erich Engels                                     | deutscher Filmregisseur und Drehbuchautor                                                            | 81    |       |
| 25. April | Anneli Granget                                   | deutsche Schauspielerin                                                                              | 35    |       |
| 25. April | Hans Meuli                                       | Schweizer Militärarzt und Oberfeldarzt der Armee                                                     | 73    |       |
| 25. April | Adelheid von Sachsen-Meiningen                   | Prinzessin von Preußen                                                                               | 79    |       |
| 25. April | Louis Soldan                                     | österreichischer Schauspieler                                                                        | 51    |       |
| 25. April | Leopold Ther                                     | österreichischer Pharmakologe                                                                        | 63    |       |
| 25. April | Karl Wimmer                                      | deutscher Pädagoge und Komponist                                                                     | 81    |       |
| 26. April | Leo Brandt                                       | deutscher Hochfrequenztechniker, Ingenieurwissenschaftler und politischer Beamter                    | 62    |       |
| 26. April | Frank Budgen                                     | englischer Maler und Schriftsteller                                                                  | 89    |       |
| 26. April | Alistair Foot                                    | britischer Film- und Theaterautor                                                                    | 40    |       |
| 26. April | Hubert Junker                                    | deutscher katholischer Theologe und Päpstlicher Hausprälat                                           | 79    |       |
| 26. April | César Antonio Mosquera Corral                    | erster Erzbischof von Guayaquil                                                                      | 75    |       |
| 26. April | Walter Otto                                      | deutscher Kunsthistoriker                                                                            | 59    |       |
| 26. April | T. V. Soong                                      | chinesischer Politiker                                                                               | 76    |       |
| 27. April | Karl Abel                                        | deutscher Gewerkschafter und Politiker (KPD), MdL                                                    | 74    |       |
| 27. April | Armgard von Cramm                                | deutsche Adelige, Mutter von Bernhard zur Lippe-Biesterfeld                                          | 87    |       |
| 27. April | Ricardo Diéz                                     | uruguayischer Fußballtrainer                                                                         | 71    |       |
| 27. April | Heinz Scheurlen                                  | deutscher Offizier, zuletzt Generalleutnant im Zweiten Weltkrieg                                     | 76    |       |
| 28. April | Otto Lasch                                       | deutscher Offizier, zuletzt General der Infanterie (Wehrmacht)                                       | 77    |       |
| 28. April | Brigitt Petry                                    | deutsche Sängerin und Komponistin                                                                    | 28    |       |
| 28. April | Heinz Steinitz                                   | israelischer Meeresbiologe und Ichthyologe deutsch-jüdischer Abstammung                              | 62    |       |
| 28. April | John Tansey                                      | US-amerikanischer Schauspieler der Stummfilmzeit                                                     | 69    |       |
| 28. April | Sonny White                                      | US-amerikanischer Jazz-Pianist                                                                       | 53    |       |
| 29. April | Mykola Barabaschow                               | ukrainisch-sowjetischer Astronom, Astrophysiker und Universitätsrektor der Universität Charkiw       | 76    |       |
| 29. April | Li Siguang                                       | chinesischer Geologe mongolischer Herkunft und chinesischer Minister für Geologie                    | 81    |       |
| 30. April | Anna Astachowa                                   | russische bzw. sowjetische Historikerin, Folkloristin und Hochschullehrerin                          | 84    |       |
| 30. April | Albin Stenroos                                   | finnischer Langstreckenläufer                                                                        | 82    |       |
| 30. April | Ernst-Rulo Welcker                               | deutscher Chirurg und Hochschullehrer                                                                | 66    |       |
| 30. April | David Wirth                                      | österreichischer Veterinärmediziner                                                                  | 85    |       |
| Mai       | William Silkworth                                | US-amerikanischer Sportschütze                                                                       | 86    |       |

## Mai
| Tag     | Name                                  | Beruf, bekannt als                                                                                              | Alter | Beleg |
| ------- | ------------------------------------- | --- | ----- | ----- |
| 1. Mai  | Walther Aichele                       | deutscher Sprachwissenschaftler und Hochschullehrer                                                             | 82    |       |
| 1. Mai  | József Csáky                          | ungarisch-französischer Bildhauer, Zeichner und Puppenkünstler                                                  | 83    |       |
| 1. Mai  | Glenda Farrell                        | US-amerikanische Schauspielerin                                                                                 | 66    |       |
| 1. Mai  | Otto Krauss                           | deutscher LDPD-Funktionär, MdV, Mitglied des DDR-Staatsrats                                                     | 86    |       |
| 1. Mai  | Heinrich Meyer-Bürdorf                | deutscher Offizier, zuletzt General der Artillerie im Zweiten Weltkrieg                                         | 82    |       |
| 1. Mai  | Ejnar Mikkelsen                       | dänischer Polarforscher und Autor                                                                               | 90    |       |
| 1. Mai  | Gerhard Vetter                        | deutscher Fotograf                                                                                              | 52    |       |
| 02. Mai | Ioannis Alepous                       | griechischer Marathonläufer                                                                                     |       |       |
| 2. Mai  | Olaf Barda                            | norwegischer Schachspieler                                                                                      | 61    |       |
| 2. Mai  | Waldemar Erfurth                      | deutscher Militärhistoriker und Offizier, zuletzt General der Infanterie                                        | 91    |       |
| 02. Mai | Kodama Kibō                           | japanischer Maler                                                                                               | 72    |       |
| 2. Mai  | Fritz Panhorst                        | deutscher Politiker (CDU), MdL                                                                                  | 55    |       |
| 2. Mai  | Hinrich Peters                        | deutscher Politiker (SPD), MdL                                                                                  | 73    |       |
| 3. Mai  | Valentin Heins                        | deutscher Rechtsanwalt                                                                                          | 77    |       |
| 3. Mai  | Karl Pflaumer                         | deutscher Politiker (NSDAP), MdR, Innenminister von Baden, SS-Brigadeführer und Mitglied des Reichstags         | 74    |       |
| 3. Mai  | Cuno Raabe                            | deutscher Politiker (Zentrum, CDU), MdL und Bürgermeister von Hagen und Fulda                                   | 82    |       |
| 3. Mai  | Kazumi Takahashi                      | japanischer Sinologe und Schriftsteller                                                                         | 39    |       |
| 4. Mai  | Augustin Meinrad Bächtiger            | Schweizer Kirchenmaler                                                                                          | 82    |       |
| 4. Mai  | Klara Blum                            | deutschsprachige jüdische, österreichische, sowjetische und chinesische Schriftstellerin                        | 66    |       |
| 4. Mai  | Heinz Dohr                            | deutscher Politiker (FDP), MdL                                                                                  | 63    |       |
| 4. Mai  | Seamus Elliott                        | irischer Radrennfahrer                                                                                          | 36    |       |
| 4. Mai  | Ernst Kleinschmidt                    | deutscher Meteorologe                                                                                           | 58    |       |
| 4. Mai  | Franz Schulz                          | österreichischer Schriftsteller und Drehbuchautor                                                               | 74    |       |
| 4. Mai  | Klaus Seifert                         | deutsches Todesopfer an der innerdeutschen Grenze                                                               | 18    |       |
| 4. Mai  | Donald Van Slyke                      | US-amerikanischer Chemiker                                                                                      | 88    |       |
| 5. Mai  | Albert Henrich                        | deutscher Stillleben-, Landschafts- und Porträtmaler der Düsseldorfer Malerschule und der Neuen Sachlichkeit    | 71    |       |
| 5. Mai  | Violet Jessop                         | britische Stewardess                                                                                            | 83    |       |
| 5. Mai  | Ingrid Reschke                        | deutsche Filmregisseurin                                                                                        | 35    |       |
| 5. Mai  | William David Ross                    | schottischer Philosoph                                                                                          | 94    |       |
| 5. Mai  | Otto Karl Seifert                     | Schweizer Diplomat                                                                                              | 69    |       |
| 6. Mai  | Inge Holzer-Siebert                   | österreichische Schauspielerin                                                                                  | 30    |       |
| 6. Mai  | Gustav Hülser                         | deutscher Politiker (DNVP, CNVP, CDU), MdR, MdL                                                                 | 83    |       |
| 6. Mai  | Fredo Marvelli                        | deutscher Zauberkünstler                                                                                        | 68    |       |
| 6. Mai  | Karl Pabst                            | deutscher Maler, Zeichner und Lithograf                                                                         | 86    |       |
| 6. Mai  | Dickie Valentine                      | britischer Popsänger                                                                                            | 41    |       |
| 6. Mai  | Helene Weigel                         | deutsche Schauspielerin und Intendantin des Berliner Ensemble                                                   | 70    |       |
| 7. Mai  | Abe Nobuya                            | japanischer Maler der Yōga-Richtung und Fotograf der Shōwa-Zeit                                                 | 58    |       |
| 7. Mai  | Hans Dühring                          | deutscher Pfarrer                                                                                               | 91    |       |
| 7. Mai  | Hermann Holthusen                     | deutscher Röntgenologe und Hochschullehrer                                                                      | 84    |       |
| 7. Mai  | Luigi Maffeo                          | italienischer Geistlicher, römisch-katholischer Militärerzbischof von Italien                                   | 55    |       |
| 7. Mai  | Oscar Rosander                        | schwedischer Schnittmeister                                                                                     | 69    |       |
| 7. Mai  | Leo Schwering                         | deutscher Historiker, Philologe, Gymnasiallehrer und Politiker (CDU), MdL                                       | 88    |       |
| 8. Mai  | Josef Heinz                           | österreichischer Politiker, Landtagsabgeordneter                                                                | 87    |       |
| 8. Mai  | Godfrey Huggins, 1. Viscount Malvern  | rhodesischer Arzt und Politiker                                                                                 | 87    |       |
| 8. Mai  | Larry Morey                           | US-amerikanischer Autor                                                                                         | 66    |       |
| 8. Mai  | Lars Pettersson                       | schwedischer Eishockeyspieler                                                                                   | 46    |       |
| 8. Mai  | August Wilhelm Remme                  | deutscher Lehrer und Bildhauer                                                                                  | 78    |       |
| 8. Mai  | Heinrich Wilhelm Roth                 | deutscher Konstrukteur und Fabrikant von Schweißmaschinen                                                       | 78    |       |
| 8. Mai  | Frederick Sheffield                   | US-amerikanischer Ruderer                                                                                       | 69    |       |
| 8. Mai  | Gerhart Stein                         | deutscher Humangenetiker                                                                                        | 60    |       |
| 8. Mai  | Johannes Diderik van der Waals jr.    | niederländischer Physiker                                                                                       | 97    |       |
| 9. Mai  | Jekaterina Fjodorowna Belaschowa      | sowjetische Bildhauerin und Hochschullehrerin                                                                   | 64    |       |
| 9. Mai  | Wilhelm Eilers                        | deutscher Politiker (SPD), MdBB                                                                                 | 58    |       |
| 9. Mai  | Heinrich Hannibal                     | deutscher SS-Brigadeführer und Generalmajor der Polizei                                                         | 81    |       |
| 9. Mai  | Albert W. Hawkes                      | US-amerikanischer Geschäftsmann und Politiker                                                                   | 92    |       |
| 9. Mai  | Hanns Kralik                          | deutscher Maler, Grafiker und Widerstandskämpfer                                                                | 70    |       |
| 9. Mai  | Gottfried Noth                        | lutherischer Theologe und Bischof                                                                               | 66    |       |
| 9. Mai  | Albert Ströck                         | rumänisch-ungarischer Fußballspieler                                                                            | 69    |       |
| 9. Mai  | Hans Zbinden                          | Schweizer Verleger und Autor                                                                                    | 77    |       |
| 10. Mai | Paul Abel                             | britischer Jurist österreichischer Herkunft                                                                     | 97    |       |
| 10. Mai | Johannes Becker                       | deutscher Jurist und Landgerichtspräsident                                                                      | 73    |       |
| 10. Mai | Frederick Bellars                     | US-amerikanischer Langstreckenläufer                                                                            | 83    |       |
| 10. Mai | Wolfgang Butz                         | deutscher Textilfabrikant                                                                                       | 67    |       |
| 10. Mai | Friedrich Ebert                       | deutscher Gymnasiallehrer, Archäologe und Heimatforscher                                                        | 88    |       |
| 10. Mai | Mihail Jora                           | rumänischer Komponist                                                                                           | 79    |       |
| 10. Mai | Lawrence Nuesslein                    | US-amerikanischer Sportschütze                                                                                  | 75    |       |
| 10. Mai | Alban J. Parker                       | US-amerikanischer Jurist und Politiker                                                                          | 78    |       |
| 10. Mai | Mitsukuri Shūkichi                    | japanischer Komponist                                                                                           | 75    |       |
| 10. Mai | Harry Sacher                          | Autor, Zionist                                                                                                  | 89    |       |
| 10. Mai | Reinhold Schairer                     | deutscher Verbandsfunktionär und Bildungsexperte                                                                | 83    |       |
| 10. Mai | Josef Schmidbauer                     | deutscher Bauingenieur für Geotechnik                                                                           | 57    |       |
| 11. Mai | Lilian Bland                          | englisch-irische Luftfahrtpionierin                                                                             | 92    |       |
| 11. Mai | Hans Carste                           | deutscher Komponist und Dirigent                                                                                | 61    |       |
| 11. Mai | Walter Edhofer                        | österreichischer Schauspieler und Résistancekämpfer                                                             | 59    |       |
| 11. Mai | Arthur Ehrhardt                       | deutscher Offizier, Militärschriftsteller, Übersetzer und politischer Publizist                                 | 75    |       |
| 11. Mai | Seán Lemass                           | irischer Politiker, Gründungsmitglied der Partei Fianna Fáil                                                    | 71    |       |
| 11. Mai | Roland Ulrich                         | französischer Radrennfahrer                                                                                     | 58    |       |
| 11. Mai | Rafał Wojaczek                        | polnischer Lyriker                                                                                              | 25    |       |
| 12. Mai | Michael Dedenbach                     | deutscher Gewerkschafter und Politiker (SPD), MdL                                                               | 72    |       |
| 12. Mai | Alice Frick                           | deutsche Politikerin (CDU), MdL                                                                                 | 76    |       |
| 12. Mai | Ludvík Kundera                        | tschechischer Musikpädagoge und Pianist                                                                         | 79    |       |
| 12. Mai | Heinie Manush                         | US-amerikanischer Baseballspieler                                                                               | 69    |       |
| 12. Mai | Hermann Wendt                         | deutscher Politiker (CDU), MdL                                                                                  | 86    |       |
| 13. Mai | Bronisław Dardziński                  | polnischer Schauspieler bei Bühne, Hörfunk und Film                                                             | 69    |       |
| 13. Mai | Gerhard Harvan                        | Maler, Grafiker und Aktionskünstler                                                                             | 30    |       |
| 13. Mai | E. L. T. Mesens                       | belgischer Kunsthändler, Kunstkritiker und Maler des Surrealismus                                               | 67    |       |
| 13. Mai | Hubert von Meyerinck                  | deutscher Schauspieler                                                                                          | 74    |       |
| 13. Mai | Giuseppe Milano                       | italienischer Fußballspieler und -trainer                                                                       | 83    |       |
| 13. Mai | Max Noack                             | deutscher Schauspieler                                                                                          | 66    |       |
| 13. Mai | Virginia O’Hanlon                     | US-amerikanische Lehrerin, klärte als Achtjährige, ob es einen Weihnachtsmann gibt                              | 81    |       |
| 13. Mai | Léon Parisot                          | französischer Bahnradsportler                                                                                   | 80    |       |
| 13. Mai | Gjurga Pindshurowa                    | bulgarische Sängerin                                                                                            | 76    |       |
| 13. Mai | Axel Rydin                            | schwedischer Segler                                                                                             | 84    |       |
| 13. Mai | Franziskus Maria Stratmann            | deutscher römisch-katholischer Theologe und Friedensaktivist                                                    | 87    |       |
| 13. Mai | Eugen Wachberger                      | österreichischer Architekt, Designer und Hochschullehrer                                                        | 66    |       |
| 14. Mai | Heinz Kiekebusch                      | deutscher Politiker (GB/BHE, CDU), MdL                                                                          | 63    |       |
| 14. Mai | Mai Van Hoa                           | südvietnamesischer Tischtennisspieler                                                                           | 43    |       |
| 14. Mai | Heinz Richter                         | deutscher Ingenieur und Autor                                                                                   | 61    |       |
| 14. Mai | Elisabeth Scheuring                   | deutsche Mundartdichterin                                                                                       | 74    |       |
| 14. Mai | Hermann Sohn                          | deutscher Kunstpädagoge und Künstler                                                                            | 76    |       |
| 14. Mai | Nikolaus Weis                         | deutscher Schuhmacher, Winzer und Politiker (CDU), MdL Rheinland-Pfalz                                          | 66    |       |
| 15. Mai | Lew Elder                             | kanadischer Radrennfahrer                                                                                       | 66    |       |
| 15. Mai | Ida Friederike Görres                 | deutsche Schriftstellerin                                                                                       | 69    |       |
| 15. Mai | Goose Goslin                          | US-amerikanischer Baseballspieler                                                                               | 70    |       |
| 15. Mai | Tyrone Guthrie                        | englischer Theaterregisseur                                                                                     | 70    |       |
| 15. Mai | Werner Krause                         | deutscher Kommunalpolitiker, Oberbürgermeister von Hildesheim (1938–1945)                                       | 70    |       |
| 15. Mai | Carl Krebs                            | dänischer Arzt und Turner                                                                                       | 82    |       |
| 15. Mai | Fritz Mertsch                         | deutscher Statistiker                                                                                           | 64    |       |
| 15. Mai | Billy Reid                            | nordirischer politischer Aktivist, Mitglied der Provisional Irish Republican Army                               | 32    |       |
| 15. Mai | Bernward Vesper                       | deutscher Schriftsteller, politischer Aktivist und Verleger                                                     | 32    |       |
| 16. Mai | Krikor Bedros XV. Agagianian          | armenisch-katholischer Geistlicher, Patriarch von Kilikien der Armenisch-katholischen Kirche und Kurienkardi... | 75    |       |
| 16. Mai | Collier Cudmore                       | britisch-australischer Ruderer und Politiker                                                                    | 85    |       |
| 16. Mai | Otto Faller                           | Provinzial der deutschen Jesuiten                                                                               | 82    |       |
| 16. Mai | Karl Farkas                           | österreichischer Schauspieler und Kabarettist                                                                   | 77    |       |
| 16. Mai | Adolf Hämmerle                        | österreichischer Politiker (CS), Landtagsabgeordneter                                                           | 90    |       |
| 16. Mai | Günther Klammt                        | deutscher Offizier, zuletzt Generalmajor im Zweiten Weltkrieg                                                   | 73    |       |
| 16. Mai | Diether von Kleist                    | deutscher Offizier und Prähistoriker                                                                            | 81    |       |
| 16. Mai | Irma Scarla                           | deutsche Theaterschauspielerin                                                                                  | 92    |       |
| 17. Mai | Pál Gombás                            | ungarischer Physiker                                                                                            | 61    |       |
| 17. Mai | Franz Halla                           | österreichischer Chemiker                                                                                       | 87    |       |
| 17. Mai | Heinrich Kammerahl                    | deutscher Politiker (SPD, SED), MdL Sachsen-Anhalt                                                              | 78    |       |
| 17. Mai | Georg Muschner                        | deutscher Kameramann                                                                                            | 85    |       |
| 17. Mai | Otto Salomon                          | deutscher Verleger und Schriftsteller                                                                           | 81    |       |
| 17. Mai | Maurentius Sofus Viðstein             | färöischer Publizist (Sosialurin) und Politiker ((Javnaðarflokkurin)), Mitbegründer der sozialdemokratischen... | 78    |       |
| 18. Mai | Rudi Agte                             | deutscher Fußballspieler, -trainer und -funktionär                                                              | 79    |       |
| 18. Mai | Vincenz Brehm                         | österreichischer Biologe und Tiergeograph                                                                       | 92    |       |
| 18. Mai | Claude Dunbar                         | britischer Offizier und Generalmajor des Heeres                                                                 | 62    |       |
| 18. Mai | Eduard Gubler                         | Schweizer Künstler                                                                                              | 80    |       |
| 18. Mai | Alexander Gennadjewitsch Kurosch      | russischer Mathematiker                                                                                         | 63    |       |
| 19. Mai | Drífa Viðar                           | isländische Schriftstellerin                                                                                    | 51    |       |
| 19. Mai | Tor Johnson                           | schwedischer Wrestler und Schauspieler                                                                          | 67    |       |
| 19. Mai | Herbert Lange                         | deutsch-österreichischer Maler, Zeichner, Schriftsteller, Journalist und Publizist                              | 62    |       |
| 19. Mai | Ogden Nash                            | US-amerikanischer Lyriker                                                                                       | 68    |       |
| 19. Mai | Hellmut Ritter                        | deutscher Orientalist                                                                                           | 79    |       |
| 19. Mai | Franz Stadelmayer                     | deutscher Jurist und Politiker                                                                                  | 80    |       |
| 19. Mai | Heinrich Stooß                        | deutscher Landwirt und Politiker (WBWB, CDU), MdL, MdB                                                          | 75    |       |
| 19. Mai | Bernard Wagenaar                      | US-amerikanischer Komponist und Geiger                                                                          | 76    |       |
| 20. Mai | Kurt Binding                          | deutscher Jurist, Regierungspräsident in Hildesheim und SS-Oberführer                                           | 67    |       |
| 20. Mai | Ernst Larsen                          | dänischer Leichtathlet                                                                                          | 61    |       |
| 20. Mai | Hermann Lautensach                    | deutscher Geograph                                                                                              | 84    |       |
| 21. Mai | Rudolf Henggeler                      | Schweizer Benediktiner und Historiker                                                                           | 80    |       |
| 21. Mai | Dennis King                           | britisch-amerikanischer Theater- und Filmschauspieler sowie Sänger                                              | 73    |       |
| 21. Mai | Johannes Peter Letzmann               | estnischer Meteorologe                                                                                          | 85    |       |
| 21. Mai | Dietrich Schomburg                    | deutscher Pädagoge und Historiker                                                                               | 86    |       |
| 22. Mai | Hans Franke                           | deutscher Komponist und Dirigent                                                                                | 88    |       |
| 22. Mai | Stella Isaacs, Marchioness of Reading | britische Adelige                                                                                               | 77    |       |
| 22. Mai | Karl Lorenz Kunz                      | deutscher Maler                                                                                                 | 65    |       |
| 22. Mai | Jared Maddux                          | US-amerikanischer Politiker                                                                                     | 58    |       |
| 22. Mai | Otto Vortisch                         | deutscher Politiker (SPD)                                                                                       | 73    |       |
| 23. Mai | Josef Dolch                           | deutscher Pädagoge, Professor für Pädagogik an der Universitäten München und Saarbrücken                        | 72    |       |
| 23. Mai | Fritz David von Hansemann             | deutscher Politiker (CDU)                                                                                       | 84    |       |
| 23. Mai | Ildefons Schulte Strathaus            | deutscher Benediktiner und Abt von Michaelsberg                                                                 | 84    |       |
| 24. Mai | Karl Brachat                          | deutscher Pädagoge und Politiker (CDU), MdL                                                                     | 70    |       |
| 24. Mai | Thomas J. Dodd                        | US-amerikanischer Politiker (Demokratische Partei)                                                              | 64    |       |
| 24. Mai | Hiratsuka Raichō                      | japanische Autorin, Journalistin, politische Aktivistin und Pionierin des Feminismus in Japan                   | 85    |       |
| 25. Mai | Vera Albreht                          | slowenische Dichterin                                                                                           | 76    |       |
| 25. Mai | Frances Deri                          | österreichisch-amerikanische Psychoanalytikerin                                                                 | 90    |       |
| 25. Mai | Emil Grünenfelder                     | Schweizer Jurist und Politiker                                                                                  | 97    |       |
| 25. Mai | Sam Lawn                              | australischer Politiker                                                                                         | 64    |       |
| 25. Mai | Gustav-Adolf Mossa                    | französischer Maler des Symbolismus                                                                             | 88    |       |
| 25. Mai | Kenneth Claiborne Royall              | US-amerikanischer General und Kriegsminister                                                                    | 76    |       |
| 26. Mai | Heinrich Albert                       | deutscher Politiker (CDU), MdV, stellvertretender Landesvorsitzender                                            | 75    |       |
| 26. Mai | Alex Horstmann                        | deutscher Tuchmacher und antifaschistischer Widerstandskämpfer                                                  | 80    |       |
| 26. Mai | Ulrich Nitschke                       | deutscher Maler und Bildhauer                                                                                   | 91    |       |
| 26. Mai | Armando Picchi                        | italienischer Fußballspieler und -trainer                                                                       | 35    |       |
| 26. Mai | Levi Arnold Post                      | US-amerikanischer Klassischer Philologe                                                                         | 81    |       |
| 26. Mai | Fritz Schminke                        | deutscher Unternehmer                                                                                           | 73    |       |
| 26. Mai | Konrad Stümpel                        | deutscher Kommunalpolitiker, Bürgermeister und Ehrenbürger von Wettbergen                                       | 80    |       |
| 26. Mai | Laurence Wild                         | US-amerikanischer Marineoffizier                                                                                | 81    |       |
| 27. Mai | Curt Bergmann                         | deutscher Tennisspieler                                                                                         | 80    |       |
| 27. Mai | Bob Dunn                              | US-amerikanischer Western Swing- und Jazz-Musiker                                                               | 63    |       |
| 27. Mai | Lina Ege                              | deutsche Politikerin (SPD)                                                                                      | 92    |       |
| 27. Mai | Xenija Erdeli                         | russische bzw. sowjetische Harfenistin und Hochschullehrerin                                                    | 93    |       |
| 27. Mai | Béla Juhos                            | ungarisch-österreichischer Philosoph                                                                            | 69    |       |
| 27. Mai | Chips Rafferty                        | australischer Schauspieler                                                                                      | 62    |       |
| 27. Mai | Hans Unterkircher                     | österreichischer Schauspieler                                                                                   | 76    |       |
| 28. Mai | Matthew T. Abruzzo                    | US-amerikanischer Jurist                                                                                        | 82    |       |
| 28. Mai | Erwin F. B. Albrecht                  | deutscher Satiriker und Humorist                                                                                | 73    |       |
| 28. Mai | Audie Murphy                          | US-amerikanischer Filmschauspieler und höchstdekorierter US-Soldat des Zweiten Weltkriegs                       | 45    |       |
| 28. Mai | Ernest Petit                          | französischer General und Politiker (PCF)                                                                       | 83    |       |
| 28. Mai | Jean Vilar                            | französischer Schauspieler, Theaterregisseur und Theaterintendant                                               | 59    |       |
| 29. Mai | Otto Brix                             | deutscher Maler und Zeichner                                                                                    | 70    |       |
| 29. Mai | Hildegard Diessel                     | deutsche Schriftstellerin und Übersetzerin                                                                      | 53    |       |
| 29. Mai | Raynor Goddard, Baron Goddard         | englischer Richter                                                                                              | 94    |       |
| 29. Mai | André Lesauvage                       | französischer Segler                                                                                            | 80    |       |
| 29. Mai | Otto Splittgerber                     | deutscher Fußballspieler                                                                                        | 74    |       |
| 30. Mai | Engelbert George van Bisselick        | niederländischer Fußballfunktionär und -schiedsrichter                                                          | 85    |       |
| 30. Mai | Kurd von Bülow                        | deutscher Geologe                                                                                               | 71    |       |
| 30. Mai | Marcel Dupré                          | französischer Komponist, Organist, Pianist und Musikpädagoge                                                    | 85    |       |
| 30. Mai | Wolfgang Gruber                       | deutscher Chemiker                                                                                              | 84    |       |
| 30. Mai | Jules Hartung                         | französischer Generalmajor                                                                                      | 94    |       |
| 30. Mai | Ludwig Husnik                         | österreichischer Schauspieler, Sänger, Regisseur und Librettist                                                 | 78    |       |
| 30. Mai | Casimiro Morcillo González            | spanischer katholischer Geistlicher, Erzbischof von Madrid                                                      | 67    |       |
| 30. Mai | Max Wiskemann                         | deutscher Manager der Asbest- und Gummiindustrie                                                                | 84    |       |
| 31. Mai | Massimo Campigli                      | deutsch-italienischer Maler und Grafiker                                                                        | 75    |       |
| 31. Mai | Wolfgang Graner                       | deutscher Grenzsoldat, Todesopfer an der innerdeutschen Grenze                                                  | 19    |       |
| 31. Mai | Max Trapp                             | deutscher Komponist, Musikpädagoge                                                                              | 83    |       |
| 31. Mai | Yamaguchi Hōshun                      | japanischer Maler                                                                                               | 77    |       |
| Mai     | Alexander Gerber                      | deutscher Jurist und Senatspräsident am Bayerischen Obersten Landesgericht und Präsident des Oberlandesgeric... | 96    |       |
| Mai     | Albert Krassnigg                      | österreichischer Pädagoge                                                                                       |       |       |
| Mai     | Earl Peterson                         | US-amerikanischer Country-Musiker                                                                               | 44    |       |
| Mai     | Jochen Seidel                         | deutscher Maler und Grafiker                                                                                    | 47    |       |
| Mai     | Fritz Spiesser                        | deutscher Schriftsteller                                                                                        | 61    |       |

## Juni
| Tag      | Name                                     | Beruf, bekannt als                                                                                              | Alter | Beleg |
| -------- | ---------------------------------------- | --- | ----- | ----- |
| 1. Juni  | Selahattin Almay                         | türkischer Fußballspieler                                                                                       | 62    |       |
| 1. Juni  | Sidney Beer                              | britischer Dirigent                                                                                             | 71    |       |
| 1. Juni  | Arno Drescher                            | deutscher Maler und Grafiker                                                                                    | 89    |       |
| 1. Juni  | Reinhold Niebuhr                         | amerikanischer Theologe, Philosoph und Politikwissenschaftler                                                   | 78    |       |
| 1. Juni  | Klaus Stürmer                            | deutscher Fußballspieler                                                                                        | 35    |       |
| 1. Juni  | August Zöhrer                            | österreichischer Heimatkundler, Schriftsteller, Philosoph und Kulturamtsleiter der Stadt Linz                   | 82    |       |
| 2. Juni  | Adolf Hempel                             | deutscher Offizier in der Luftwaffe der Wehrmacht und der Luftwaffe der Bundeswehr                              | 56    |       |
| 2. Juni  | William Wadsworth Hodkinson              | US-amerikanischer Filmunternehmer                                                                               | 89    |       |
| 3. Juni  | Fritz Böning                             | deutscher Politiker der CDU                                                                                     | 73    |       |
| 3. Juni  | Werner Gregor                            | deutscher Diplomat                                                                                              | 74    |       |
| 3. Juni  | Heinz Hopf                               | schweizerischer Mathematiker                                                                                    | 76    |       |
| 3. Juni  | Guido Tonetti                            | italienischer Bischof                                                                                           | 68    |       |
| 3. Juni  | Wilhelm Wessel                           | deutscher Maler und Grafiker                                                                                    | 67    |       |
| 4. Juni  | Siegfried Herrmann                       | deutscher Polizeibeamter und Fußballfunktionär                                                                  | 84    |       |
| 4. Juni  | Werner Hoppenstedt                       | deutscher Kunsthistoriker, Direktor des Kaiser-Wilhelm-Instituts in Rom (1939–1945)                             | 87    |       |
| 4. Juni  | Joe E. Lewis                             | US-amerikanischer Sänger, Schauspieler und Komiker                                                              | 69    |       |
| 4. Juni  | Georg Lukács                             | jüdisch-ungarischer Philosoph, Literaturwissenschaftler und -kritiker                                           | 86    |       |
| 4. Juni  | Hans Ritz                                | deutscher Elektrotechniker                                                                                      | 68    |       |
| 4. Juni  | Walter Michael Simon                     | US-amerikanischer und britischer Historiker                                                                     | 49    |       |
| 5. Juni  | Clare Dennis                             | australische Schwimmerin                                                                                        | 55    |       |
| 5. Juni  | Georg Fröhlich                           | deutscher Richter                                                                                               | 87    |       |
| 5. Juni  | Erich Palme                              | deutscher Filmproduktionsleiter, Filmeditor und Dokumentarfilm-Regisseur                                        | 76    |       |
| 5. Juni  | André Trocmé                             | französischer Theologe und Friedensaktivist                                                                     | 70    |       |
| 5. Juni  | Otto Waffenschmied                       | österreichischer Comiczeichner und -autor                                                                       | 69    |       |
| 5. Juni  | Stefan Weinstock                         | britischer Althistoriker und Klassischer Philologe                                                              | 69    |       |
| 6. Juni  | Lauro Amadò                              | Schweizer Fußballspieler                                                                                        | 59    |       |
| 6. Juni  | Edward Andrade                           | britischer Physiker                                                                                             | 83    |       |
| 6. Juni  | Werner Löwisch                           | deutscher Vizeadmiral                                                                                           | 77    |       |
| 6. Juni  | Albert Ooiman                            | niederländischer Ruderer                                                                                        | 65    |       |
| 6. Juni  | Udo Rukser                               | deutscher Jurist und Publizist                                                                                  | 78    |       |
| 6. Juni  | Friedrich Wilhelm Schilling              | deutscher Glockengießer                                                                                         | 56    |       |
| 6. Juni  | Jitzchak Tabenkin                        | israelischer Politiker                                                                                          |       |       |
| 6. Juni  | Heinz Trützschler von Falkenstein        | deutscher Botschafter                                                                                           | 68    |       |
| 7. Juni  | Herbert Böhme                            | deutscher evangelischer Theologe                                                                                | 92    |       |
| 7. Juni  | Cirillo Dell’Antonio                     | deutsch-italienischer Holzbildhauer und Medailleur                                                              | 94    |       |
| 7. Juni  | Camille Gutt                             | belgischer Politiker, Finanzmanager und Industrieller                                                           | 86    |       |
| 7. Juni  | Alvin Johnson                            | US-amerikanischer Ökonom                                                                                        | 96    |       |
| 7. Juni  | Joseph Mauborgne                         | US-amerikanischer Offizier und Kryptologe                                                                       | 90    |       |
| 7. Juni  | Josy Meidinger                           | deutsche Malerin, Scherenschnittkünstlerin und Illustratorin                                                    | 71    |       |
| 7. Juni  | Ben Pollack                              | US-amerikanischer Jazz-Schlagzeuger und Bandleader                                                              | 67    |       |
| 7. Juni  | Gerhard Thümmel                          | deutscher Jurist, Konsistorialpräsident in Münster (1938–1948)                                                  | 75    |       |
| 7. Juni  | Gottfried Treviranus                     | deutscher Politiker (DNVP, KVP), MdR und Reichsminister                                                         | 80    |       |
| 8. Juni  | Piero Gherardi                           | italienischer Art Director, Kostüm- und Szenenbildner                                                           | 61    |       |
| 8. Juni  | Onni Hiltunen                            | finnischer sozialdemokratischer Politiker, Mitglied des Reichstags                                              | 75    |       |
| 8. Juni  | Arnoldo Mondadori                        | italienischer Verleger                                                                                          | 81    |       |
| 8. Juni  | Jerome Irving Rodale                     | US-amerikanischer Schriftsteller und Verleger                                                                   | 72    |       |
| 8. Juni  | Gerhard Stavenhagen                      | deutscher Wirtschaftswissenschaftler, Hochschullehrer und Wirtschaftshistoriker                                 | 73    |       |
| 8. Juni  | Olive Wilton                             | australische Schauspielerin mit englischer Herkunft                                                             | 88    |       |
| 9. Juni  | Hans Ludwig von Arnim                    | deutscher Beamter, Kirchenfunktionär, Politiker und Autor                                                       | 81    |       |
| 9. Juni  | Heinrich Deiters                         | deutscher Schriftsteller und Journalist                                                                         | 89    |       |
| 9. Juni  | Sejfulla Malëshova                       | albanischer kommunistischer Politiker und Schriftsteller                                                        | 70    |       |
| 9. Juni  | Wilhelm Unverzagt                        | deutscher Verwaltungsjurist                                                                                     | 71    |       |
| 9. Juni  | William C. Vandenberg                    | US-amerikanischer Politiker                                                                                     | 86    |       |
| 9. Juni  | R. R. Winterbotham                       | amerikanischer Schriftsteller                                                                                   | 66    |       |
| 10. Juni | Marcel Dupret                            | belgischer Diplomat                                                                                             |       |       |
| 10. Juni | Harry Knox                               | britischer General                                                                                              | 97    |       |
| 10. Juni | Ludwig Lörcher                           | deutscher Verwaltungsbeamter und Bürgermeister                                                                  | 70    |       |
| 10. Juni | Michael Rennie                           | britischer Schauspieler                                                                                         | 61    |       |
| 10. Juni | Wolfgang Rosenthal                       | deutscher Kieferchirurg und Sänger                                                                              | 88    |       |
| 10. Juni | Otto Heinrich Schindewolf                | deutscher Paläontologe                                                                                          | 75    |       |
| 10. Juni | Olena Schurlywa                          | ukrainische Dichterin                                                                                           | 72    |       |
| 11. Juni | Bert Ambrose                             | englischer Violinist und Bandleader                                                                             | 74    |       |
| 11. Juni | Pietro Quaroni                           | italienischer Diplomat                                                                                          | 72    |       |
| 11. Juni | Roland Rohn                              | Schweizer Industrie-Architekt                                                                                   | 65    |       |
| 11. Juni | Josef Schumacher                         | österreichischer Beamter                                                                                        | 76    |       |
| 11. Juni | Paul Oskar Schuster                      | deutscher Politiker (NSDAP, CDU), MdL                                                                           | 83    |       |
| 11. Juni | Hildegard Tauscher                       | deutsche Rhythmikerin                                                                                           | 72    |       |
| 12. Juni | Nathan Ackerman                          | US-amerikanischer Psychiater und Psychoanalytiker                                                               | 62    |       |
| 12. Juni | Waldemar Besson                          | deutscher Historiker, Politikwissenschaftler und Publizist                                                      | 41    |       |
| 12. Juni | Hannah von Bredow                        | deutsche Gegnerin des Nationalsozialismus, Enkelin von Otto von Bismarck                                        | 77    |       |
| 12. Juni | Jules Dewaquez                           | französischer Fußballspieler und -trainer                                                                       | 72    |       |
| 12. Juni | Helmuth Kulenkampff                      | deutscher Physiker                                                                                              | 75    |       |
| 12. Juni | Andor Lázár                              | ungarischer Politiker                                                                                           | 89    |       |
| 12. Juni | Hans-Joachim von Mellenthin              | deutscher Marineoffizier und U-Boot-Kommandant im Ersten Weltkrieg                                              | 84    |       |
| 12. Juni | Rudolf Schmidt-Dethloff                  | deutscher Maler des Expressionismus                                                                             | 70    |       |
| 12. Juni | Hermann Sendelbach                       | fränkischer Dichter                                                                                             | 77    |       |
| 12. Juni | William A. Stanfill                      | US-amerikanischer Politiker                                                                                     | 79    |       |
| 12. Juni | Heinrich Thöne                           | Oberbürgermeister von Mülheim an der Ruhr (1948–1969)                                                           | 80    |       |
| 13. Juni | Otto Herbig                              | deutscher Maler und Grafiker                                                                                    | 81    |       |
| 13. Juni | Hinatsu Kōnosuke                         | japanischer Lyriker und Literaturwissenschaftler                                                                | 81    |       |
| 13. Juni | Richmond Landon                          | US-amerikanischer Leichtathlet                                                                                  | 72    |       |
| 13. Juni | James McDonald                           | US-amerikanischer Atmosphärenphysiker und UFO-Forscher                                                          | 51    |       |
| 13. Juni | Paula Rengier                            | deutsche Lehrerin, Schulgründerin und Wegbereiterin der Sozialen Arbeit                                         | 80    |       |
| 13. Juni | J. Sargeant Reynolds                     | US-amerikanischer Politiker                                                                                     | 34    |       |
| 13. Juni | Mafalda Salvatini                        | italienische Opernsängerin (Sopran)                                                                             | 84    |       |
| 13. Juni | Ernö Verebes                             | ungarisch-amerikanischer Schauspieler und Sänger                                                                | 68    |       |
| 14. Juni | Carlos P. Garcia                         | philippinischer Politiker und Präsident                                                                         | 74    |       |
| 14. Juni | Ursula Kardos                            | ungarische Hellseherin                                                                                          | 73    |       |
| 14. Juni | Ernst Heinrich von Sachsen               | Wettiner | 74    |       |
| 14. Juni | Marie Schmidt                            | Landtagsabgeordneter Volksstaat Hessen                                                                          | 76    |       |
| 15. Juni | Fuad Abdurachmanow                       | aserbaidschanischer Bildhauer                                                                                   | 56    |       |
| 15. Juni | Ambrosius von Albertini                  | Schweizer Arzt, Präsident des Schweizerischen Roten Kreuzes                                                     | 76    |       |
| 15. Juni | Xie Juezai                               | chinesischer Jurist, Präsident des chinesischen Volksgerichtshofes                                              | 87    |       |
| 15. Juni | Willy Dehmel                             | deutscher Liedtexter                                                                                            | 62    |       |
| 15. Juni | Georg Dietrich                           | deutscher Politiker (SPD), MdR                                                                                  | 83    |       |
| 15. Juni | Maria Klemens Philipp Feldmann           | Bischof der Altkatholischen Kirche der Mariaviten                                                               | 86    |       |
| 15. Juni | Hillel Oppenheimer                       | deutsch-israelischer Botaniker                                                                                  | 72    |       |
| 15. Juni | Wassili Wassiljewitsch Parin             | russischer Physiologe und Weltraummediziner                                                                     | 68    |       |
| 15. Juni | Lene Schneider-Kainer                    | österreichische Malerin                                                                                         | 86    |       |
| 15. Juni | Wendell Meredith Stanley                 | US-amerikanischer Biochemiker und Virologe, Nobelpreis für Chemie (1946)                                        | 66    |       |
| 15. Juni | Wilhelm Techmeier                        | deutscher Maler                                                                                                 | 76    |       |
| 15. Juni | Thomas Thould                            | britischer Wasserballspieler                                                                                    | 85    |       |
| 15. Juni | Paula Wimmer                             | deutsche Malerin und Grafikerin                                                                                 | 95    |       |
| 16. Juni | Charlotte Eppinger                       | deutsche Politikerin (SED), MdV, Außenhandelsfunktionärin und Diplomatin der DDR                                | 56    |       |
| 16. Juni | Alexander Andrejewitsch Guber            | russisch-sowjetischer Historiker                                                                                | 69    |       |
| 16. Juni | Erwin Hielscher                          | deutscher Bankkaufmann                                                                                          | 72    |       |
| 16. Juni | Karl Jellinek                            | Physikochemiker                                                                                                 | 88    |       |
| 16. Juni | John Reith, 1. Baron Reith               | Gründungsdirektor der BBC                                                                                       | 81    |       |
| 17. Juni | Karlheinz Böhm                           | deutscher Politiker (SPD), MdL                                                                                  | 51    |       |
| 17. Juni | John Jackson                             | US-amerikanischer Sportschütze                                                                                  | 86    |       |
| 17. Juni | Knud Friis Johansen                      | dänischer Klassischer Archäologe                                                                                | 83    |       |
| 17. Juni | Walter Jurmann                           | österreichischer Komponist                                                                                      | 67    |       |
| 17. Juni | Richard Kirsch                           | deutscher Chirurg; Hochschullehrer in Ost-Berlin und Dresden                                                    | 56    |       |
| 17. Juni | Paroujr Sewak                            | armenisch-sowjetischer Dichter und Literaturwissenschaftler                                                     | 47    |       |
| 18. Juni | Pedro Casella                            | uruguayischer Fußballspieler                                                                                    | 72    |       |
| 18. Juni | Oscar Dieling                            | deutscher Politiker (FDP)                                                                                       | 73    |       |
| 18. Juni | Katherine Trefusis Forbes                | britische Offizierin                                                                                            | 72    |       |
| 18. Juni | Thomas Gomez                             | US-amerikanischer Schauspieler                                                                                  | 65    |       |
| 18. Juni | Libby Holman                             | US-amerikanische Schauspielerin und Sängerin                                                                    | 67    |       |
| 18. Juni | Henri Jacquet                            | Schweizer Fechter                                                                                               | 82    |       |
| 18. Juni | Paul Karrer                              | schweizerischer Chemiker und Nobelpreisträger für Chemie                                                        | 82    |       |
| 18. Juni | Herbert von Ondarza                      | deutscher Offizier, Generalleutnant der Wehrmacht                                                               | 92    |       |
| 19. Juni | Heinrich Ritzel                          | deutscher Politiker (SPD), MdR, MdL, MdB                                                                        | 78    |       |
| 20. Juni | Hermann Mooser                           | Schweizer Bakteriologe                                                                                          | 80    |       |
| 20. Juni | Richard Zimmer                           | deutscher Generalleutnant im Zweiten Weltkrieg                                                                  | 77    |       |
| 21. Juni | Paulheinz Baldus                         | deutscher Richter am BGH                                                                                        | 65    |       |
| 21. Juni | Wladimir Georgijewitsch Bechtejew        | russischer Maler                                                                                                | 93    |       |
| 21. Juni | Albert Brehme                            | deutscher Bobfahrer                                                                                             | 68    |       |
| 21. Juni | Christian Früchtenicht                   | deutscher Politiker (SPD), MdBB                                                                                 | 82    |       |
| 21. Juni | Anton Hardörfer                          | deutscher Chorleiter und Musikpädagoge                                                                          | 81    |       |
| 21. Juni | Erich Hermès                             | Schweizer Dekorationsmaler, Maler, Bildhauer, Grafiker und Plakatkünstler                                       | 90    |       |
| 21. Juni | John Lubbock, 3. Baron Avebury           | britischer Peer und Politiker                                                                                   | 56    |       |
| 21. Juni | Eduard Nebelthau                         | deutscher Speditionskaufmann, Unternehmer und Präses der Handelskammer Bremen                                   | 68    |       |
| 21. Juni | Aloys Rink                               | deutscher Politiker (KPD, SPD), hessischer Landtagsabgeordneter                                                 | 90    |       |
| 21. Juni | Ludwig Schmidseder                       | deutscher Komponist, Pianist, Fernsehkoch                                                                       | 66    |       |
| 22. Juni | Romuald Bauerreiß                        | deutscher römisch-katholischer Kirchenhistoriker und Benediktiner                                               | 77    |       |
| 22. Juni | Josef Hermann Beckmann                   | deutscher Bibliothekar                                                                                          | 69    |       |
| 22. Juni | Ettore Cozzani                           | italienischer Schriftsteller                                                                                    | 87    |       |
| 22. Juni | Heinrich Fassbender                      | deutscher Politiker (DNVP, NSDAP, NPD, LDP), MdL, MdB                                                           | 72    |       |
| 22. Juni | Maximilian Klinkowski                    | deutscher Phytomediziner                                                                                        | 67    |       |
| 22. Juni | Heinz Uhlitzsch                          | deutscher Eisenhütteningenieur                                                                                  | 77    |       |
| 22. Juni | Karl Weinmayer                           | deutscher Landrat                                                                                               | 84    |       |
| 23. Juni | Emily Coonan                             | kanadische Malerin                                                                                              | 86    |       |
| 23. Juni | Carl Oskar Jatho                         | deutscher Essayist, Lyriker, Schriftsteller und Kulturphilosoph                                                 | 87    |       |
| 23. Juni | Louis Lecoin                             | französischer Anarchist und Friedensaktivist                                                                    | 82    |       |
| 23. Juni | Richard Otto Voigt                       | deutscher Maler und Grafiker                                                                                    | 75    |       |
| 23. Juni | Martin Wetschka                          | österreichischer Politiker (ÖVP)                                                                                | 82    |       |
| 24. Juni | Herbert Beer                             | deutscher Politiker (GB/BHE, GDP, CDU), MdL                                                                     | 57    |       |
| 24. Juni | Hans Mersmann                            | deutscher Musikwissenschaftler                                                                                  | 79    |       |
| 24. Juni | Niek Michel                              | niederländischer Fußballtorhüter                                                                                | 58    |       |
| 24. Juni | Hugh Montgomery                          | britischer Diplomat und römisch-katholischer Priester                                                           | 75    |       |
| 24. Juni | Gunnar Sköld                             | schwedischer Radrennfahrer und Weltmeister                                                                      | 76    |       |
| 24. Juni | Wilhelm Struve                           | deutscher Kaufmann, Politiker und SA-Führer, MdL                                                                | 75    |       |
| 24. Juni | Kenny Washington                         | US-amerikanischer Footballspieler                                                                               | 52    |       |
| 25. Juni | Joan Altisent i Ceardi                   | katalanischer Komponist, Organist und Musikpädagoge                                                             | 80    |       |
| 25. Juni | Valentin Baur                            | deutscher Politiker (SPD), MdL, MdB                                                                             | 79    |       |
| 25. Juni | John Boyd Orr, 1. Baron Boyd-Orr         | schottischer Arzt und Biologe, Friedensnobelpreisträger und Politiker, Mitglied des House of Commons            | 90    |       |
| 25. Juni | Alois Fuchs                              | deutscher römisch-katholischer Theologe und Kunsthistoriker                                                     | 94    |       |
| 25. Juni | Hans Hermann Griem                       | deutscher Kommandant der Konzentrationslager Ladelund, Husum-Schwesing, Hannover-Stöcken und Meppen-Dalum       |       |       |
| 25. Juni | Mario Magnozzi                           | italienischer Fußballspieler und Fußballtrainer                                                                 | 69    |       |
| 25. Juni | Kurt Pfaffenberg                         | deutscher Lehrer und Palynologe                                                                                 | 83    |       |
| 25. Juni | Halvor Birkeland                         | norwegischer Segler                                                                                             | 76    |       |
| 26. Juni | Hans Falkenhagen                         | deutscher Physiker und Mitbegründer der Elektrolyttheorie                                                       | 76    |       |
| 26. Juni | Johannes Frießner                        | deutscher Offizier, zuletzt Generaloberst während des Zweiten Weltkrieges                                       | 79    |       |
| 26. Juni | Guillermo Uribe Holguín                  | kolumbianischer Komponist                                                                                       | 91    |       |
| 26. Juni | George B. Kelly                          | US-amerikanischer Politiker (Demokratische Partei)                                                              | 70    |       |
| 26. Juni | Walter Maack                             | deutscher Publizist und Autor                                                                                   | 63    |       |
| 26. Juni | Joan Manén y Planas                      | spanischer Geiger und Komponist                                                                                 | 88    |       |
| 26. Juni | John H. Marsalis                         | US-amerikanischer Politiker                                                                                     | 67    |       |
| 26. Juni | Jean Metten                              | deutscher Maler, Zeichner und Radierer                                                                          | 87    |       |
| 26. Juni | Hans Plangger                            | Südtiroler Bildhauer                                                                                            | 72    |       |
| 27. Juni | Hermann Krauss                           | deutscher Chirurg                                                                                               | 72    |       |
| 27. Juni | Thomas E. Martin                         | US-amerikanischer Politiker                                                                                     | 78    |       |
| 27. Juni | Fritz Ohlig                              | deutscher Politiker (SPD), MdB                                                                                  | 69    |       |
| 28. Juni | Brian Barley                             | kanadischer Jazzmusiker (Klarinette, Saxophone, Flöte), Bandleader und Komponist                                | 28    |       |
| 28. Juni | Martin Benka                             | slowakischer Künstler des Expressionismus                                                                       | 82    |       |
| 28. Juni | Robina Thomson Cameron                   | neuseeländische Krankenschwester, Pflegeinspektor und in England Anwerberin für Pflegeberufe in Neuseeland      | 79    |       |
| 28. Juni | Adolf Glattacker                         | deutscher Maler und Zeichner                                                                                    | 92    |       |
| 28. Juni | Robert Walter Johnson                    | US-amerikanischer Tennisfunktionär                                                                              | 72    |       |
| 28. Juni | Wilfrid Le Gros Clark                    | britischer Anatom, Primatologe und Paläoanthropologe                                                            | 76    |       |
| 28. Juni | Hans Naderer                             | österreichischer Bühnenschriftsteller und Journalist                                                            | 80    |       |
| 28. Juni | Joachim Plath                            | deutscher Admiral                                                                                               | 78    |       |
| 28. Juni | Piero Portalupi                          | italienischer Kameramann                                                                                        | 57    |       |
| 28. Juni | Hendrik Scherpenhuijzen                  | niederländischer Fechter                                                                                        | 89    |       |
| 28. Juni | Gavin Simonds, 1. Viscount Simonds       | britischer Richter, Lordkanzler des Vereinigten Königreichs                                                     | 89    |       |
| 28. Juni | Franz Stangl                             | österreichischer Nationalsozialist, Kommandant der Vernichtungslager Sobibor und Treblinka                      | 63    |       |
| 28. Juni | Antanas Venclova                         | litauischer Lehrer, Literaturkritiker und Politiker; Kultusminister der Litauischen Sozialistischen Sowjetre... | 65    |       |
| 29. Juni | Friedrich Braune                         | deutscher Konteradmiral der Kriegsmarine                                                                        | 81    |       |
| 29. Juni | Néstor Mesta Chayres                     | mexikanischer Sänger                                                                                            | 63    |       |
| 29. Juni | Oskar Mikula                             | österreichischer Politiker (ÖVP), Landtagsabgeordneter im Burgenland                                            | 76    |       |
| 29. Juni | Guillermo Ruggia                         | uruguayischer Politiker                                                                                         | 75    |       |
| 30. Juni | Georgi Asparuchow                        | bulgarischer Fußballspieler                                                                                     | 28    |       |
| 30. Juni | Herbert Biberman                         | US-amerikanischer Drehbuchautor und Filmregisseur                                                               | 71    |       |
| 30. Juni | Wilhelm Deimen                           | deutscher Politiker der CDU                                                                                     | 75    |       |
| 30. Juni | Georgi Timofejewitsch Dobrowolski        | sowjetischer Kosmonaut                                                                                          | 43    |       |
| 30. Juni | Ludwig Friedrich                         | deutscher Schauspieler und Regisseur                                                                            | 63    |       |
| 30. Juni | Alberto Ghilardi                         | italienischer Radrennfahrer                                                                                     | 61    |       |
| 30. Juni | Wiktor Iwanowitsch Pazajew               | sowjetischer Kosmonaut                                                                                          | 38    |       |
| 30. Juni | Leonid Pitamic                           | jugoslawischer Rechtswissenschaftler und Diplomat                                                               | 85    |       |
| 30. Juni | Giovanni Battista Scapinelli di Léguigno | italienischer katholischer Kurienbischof                                                                        | 62    |       |
| 30. Juni | Manfred Sieler                           | deutscher Bildhauer und Professor an der Kunstakademie in Düsseldorf                                            | 44    |       |
| 30. Juni | Kenneth Slessor                          | australischer Dichter und Journalist                                                                            | 70    |       |
| 30. Juni | Pawel Grigorjewitsch Tager               | sowjetischer Erfinder im Bereich des Tonfilms                                                                   | 67    |       |
| 30. Juni | Wladislaw Nikolajewitsch Wolkow          | sowjetischer Kosmonaut                                                                                          | 35    |       |
| 30. Juni | Rosa Young                               | US-amerikanische Pädagogin                                                                                      | 81    |       |
| Juni     | Ethel Bliss Platt                        | US-amerikanische Tennisspielerin                                                                                | 89    |       |
| Juni     | Artur Sansoni                            | italienisch-deutscher Bildhauer                                                                                 |       |       |
| Juni     | Paolo Scheggi                            | italienischer Maler                                                                                             | 30    |       |